# Филипович Микола
Микола Филипович (14 квітня 1925, м. Кути, тепер Івано-Франківська область — 25 жовтня 1995, м. Норт-Порт, США) — вояк дивізії СС «Галичина», ветеранський та громадський діяч української громади у США.

## Життєпис
Народився 14 квітня 1925 року у місті Кути. 
У 1943 році добровільно зголосився до дивізії, допомагав сотнику Дмитру Феркуняку у роботі мобілізаційної комісії. Служив у батальйоні фюзилерів.
У складі «бойової групи Байєрсдорфа» брав участь у боротьбі проти більшовицьких партизан на території теперішньої Польщі.   
Учасник битви під Бродами, за проявлений героїзм нагороджений Залізним хрестом 2-го класу. Продовжив бойовий шлях у Словаччині, Словенії та Австрії.
Перебував у американському полоні в Баварії, з якого звільнений у 1946 році. 
У 1952 році емігрував до США, проживав у Чикаго, брав активну участь у діяльності Братства колишніх вояків 1-ї Української дивізії Української національної армії. 
В останній період життя проживав у місті Норт-Порт у Флориді, де й помер 25 жовтня 1995 року. Похований на українському цвинтарі в передмісті Чикаго Блумінгдейл.

## Нагороди
- Залізний хрест 2-го класу.
- Штурмовий піхотний знак в сріблі
- Нагрудний знак «За боротьбу з партизанами».
- Медаль «20 років дивізії СС «Галичина»».
- Воєнний хрест (УНР).
- Хрест Українського козацтва.
- Хрест Відродження.[3]